# Època georgiana
L'època georgiana (en anglès: Georgian era) és un període de la història britànica normalment definit pels regnats de quatre reis: Jordi I, Jordi II, Jordi III i Jordi IV. Per tant, és un interval de temps que abasta des del 1714 al 1830, interromput pel període intermedi de la Regència de Jordi IV, llavors Príncep de Gal·les, durant la malaltia del seu pare Jordi III, de principis del 1811 al 1820. A vegades també es considera el regnat de Guillem IV, del 1830 i el 1837, com a part d'aquest període.
El qualificatiu «georgià» s'aplica normalment en el context de l'arquitectura (arquitectura georgiana) o de la història social.
En el pla artístic i literari, va ser un període fèrtil, amb Thomas Gainsborough i William Turner en el camp de les arts; Henry Fielding, Mary Shelley i Jane Austen en el camp de la literatura; i Georg Friedrich Händel en el de la música.

## Les arts
Especialment durant la meitat del segle xviii, el període es va caracteritzar per la vitalitat cultural, amb la creació del Museu Britànic el 1753, i les contribucions d'homes tan famosos com el Dr Samuel Johnson, William Hogarth, Samuel Richardson, i George Frideric Handel, entre molts altres.
La societat georgiana i les seves preocupacions estaven ben retratades en les novel·les d'autors com Henry Fielding, de Mary Shelley, Jane Austen, que es caracteritza per l'arquitectura de Robert Adam, John Nash i James Wyatt i el sorgiment de l'estil neogòtic, que es remuntava a una edat d'or suposa de disseny de l'edifici.
El floriment de les arts que més clarament es mostra en l'aparició dels poetes romàntics, principalment a través de Samuel Taylor Coleridge, William Wordsworth, Percy Bysshe Shelley, William Blake, John Keats, Lord Byron i Robert Burns. La seva obra va marcar el començament d'una nova era de la poesia, caracteritzat per un llenguatge viu i colorit, evocadora d'elevades idees i temes. Les pintures de Thomas Gainsborough, Sir Joshua Reynolds i el jove JMW Turner i John Constable il·lustren l'evolució del món del període georgià, igual que el treball de dissenyadors com Capability Brown (dissenyador de paisatges).

## El canvi social
Va ser un moment de canvi social immensa a Gran Bretanya, La reforma social en virtut dels polítics com Robert Peel i activistes com William Wilberforce, Thomas Clarkson i membres de la secta de Clapham va començar a introduir canvis radicals en esferes tals com l'abolició de l'esclavitud, la reforma penitenciària i la justícia social. Un renaixement en el cristianisme s'ha vist en l'Església d'Anglaterra, amb homes com John Wesley (que més tard van trobar els metodistes) i John Newton, i l'augment dels no conformistes, com George Whitefield i diversos grups dissidents.
Filantrops i escriptors com Hannah More, Thomas Coram, Robert Raikes i Beilby Porteus (Bisbe de Londres), van començar a abordar els mals socials de l'època, i van impulsar la fundació d'hospitals, escoles dominicals i orfenats. Bons exemples d'arquitectura georgiana són presents a Nova Edimburg, Bath, Dublín georgià, Newcastle Upon Tyne (especialment Grey Street), així com Bristol.

## Afers exteriors
La pèrdua d'algunes de les colònies americanes a la Guerra d'Independència fou considerat com un desastre nacional i va ser vist per alguns observadors estrangers, com el final de la Gran Bretanya com una gran potència. A Europa, les guerres napoleòniques es van prolongar durant gairebé un quart de segle, amb el que els estadistes i herois nacionals com el Duc de Wellington i l'almirall Lord Nelson. L'expansió de l'imperi donà fama als exploradors i estadistes com Clive de l'Índia i el capità Cook, i sembraren les llavors de l'Imperi Britànic gamma de les èpoques victorianes i eduardianes que anaven a seguir.

## La política
A la fi de la guerra amb França, el Regne Unit va entrar en un període de depressió econòmica i de incertesa política, caracteritzada pel descontentament i malestar social. El Partit Radical polític va publica un fulletó anomenat “El registre polític”, també conegut com "La Paperera Dues Penny" als seus rivals. Les rebel·lions luditas van destruir i danyar maquinària industrial al nord-oest d'Anglaterra. La massacre de Peterloo el 1819 va començar com una manifestació de protesta que és on es van veure 60.000 persones reunides per protestar contra les seves condicions de vida, però va ser reprimida per l'acció militar i va veure com onze persones van morir i 400 van resultar ferides. La Conspiració del Carrer Cato de 1820 va tractar de volar el gabinet i després passar a la tempesta de la Torre de Londres i enderrocar el govern. Tot i que també va ser detinguda, i els conspiradors foren executats o enviats a Austràlia.